# Джиммі Грінгофф
Джиммі Грінгофф (англ. Jimmy Greenhoff, нар. 19 червня 1946, Барнслі) — англійський футболіст, що грав на позиції нападника. По завершенні ігрової кар'єри — тренер.
Виступав, зокрема, за клуби «Сток Сіті» та «Манчестер Юнайтед».
Володар Кубка Англії з футболу. Володар Суперкубка Англії з футболу. Володар Кубка ярмарків.

## Ігрова кар'єра
Народився 19 червня 1946 року в місті Барнслі. Вихованець футбольної школи клубу «Лідс Юнайтед». Дорослу футбольну кар'єру розпочав 1963 року в основній команді того ж клубу, в якій провів п'ять сезонів, взявши участь у 94 матчах чемпіонату. За цей час виборов титул володаря Кубка ярмарків.
Протягом 1968—1969 років захищав кольори клубу «Бірмінгем Сіті».
Своєю грою за останню команду привернув увагу представників тренерського штабу клубу «Сток Сіті», до складу якого приєднався 1969 року. Відіграв за команду з міста Сток-он-Трент наступні сім сезонів своєї ігрової кар'єри. Більшість часу, проведеного у складі «Сток Сіті», був основним гравцем атакувальної ланки команди.
У 1976 році уклав контракт з клубом «Манчестер Юнайтед», у складі якого провів наступні чотири роки своєї кар'єри гравця. Граючи у складі «Манчестер Юнайтед» також здебільшого виходив на поле в основному складі команди. За цей час додав до переліку своїх трофеїв титул володаря Кубка Англії з футболу, ставав володарем Суперкубка Англії з футболу.
Згодом з 1980 по 1983 рік грав у складі команд «Кру Александра», «Торонто Бліззард» та «Порт Вейл».
Завершив ігрову кар'єру у команді «Рочдейл», за яку виступав протягом 1983—1984 років.

## Кар'єра тренера
Розпочав тренерську кар'єру, ще продовжуючи грати на полі, 1983 року, очоливши тренерський штаб клубу «Рочдейл».
Наразі останнім місцем тренерської роботи був клуб «Порт Вейл», в якому Джиммі Грінгофф був одним з тренерів головної команди протягом 1984 року.

## Титули і досягнення
- Володар Кубка Англії з футболу (1):

«Манчестер Юнайтед»: 1976-1977
- Володар Суперкубка Англії з футболу (1):

«Манчестер Юнайтед»: 1977
- Володар Кубка ярмарків (1):

«Лідс Юнайтед»: 1967-1968